# Rovaniemen Palloseura
Il RoPS Rovaniemi, ufficialmente Rovaniemen Palloseura e noto semplicemente come RoPS, è una società calcio finlandese con sede nella città di Rovaniemi. Partecipa alla Ykkönen e disputa le partite interne nel Rovaniemen Keskuskenttä, che ha una capacità di 4 000 spettatori. Ha vinto due Coppe di Finlandia (1986 e 2013).

## Storia
Il club venne fondato nel 1950 ed esordì nella massima serie del campionato finlandese, la Mestaruussarja, nel 1981 e restandovi in maniera continuativa dal 1983. Nella seconda metà degli ottanta il RoPS era stabilmente nelle prime posizioni del campionato, conquistando la Suomen Cup nel 1986 per la prima volta nella sua storia, dopo che nel 1963 aveva raggiunto la finale. La vittoria della coppa nazionale consentì al RoPS di accedere per la prima volta a una competizione europea, la Coppa delle Coppe, nell'edizione 1987-1988. Dopo aver eliminato prima il Glentoran e poi il Vllaznia raggiunse i quarti di finale, dove fu eliminato dai francesi dell'Olympique Marsiglia. Grazie a due terzi posti consecutivi raggiunti nelle stagioni 1988 e 1989 il RoPS si qualificò alla Coppa UEFA, raggiungendo i sedicesimi di finale nell'edizione 1989-1990 e i trentaduesimi nell'edizione 1990-1991, venendo eliminato rispettivamente dall'Auxerre e dal Magdeburgo.
Gli anni novanta videro il RoPS raggiungere la finale della Suomen Cup nel 1993, uscendo sconfitto per 2-0 per mano dell'HJK. Nella neo-costituita Veikkausliiga non riuscì a mantenere posizioni di vertice, rimanendo a metà classifica. Nel 2001 concluse il campionato all'ultimo posto, venendo retrocesso in Ykkönen dopo 18 anni consecutivi in massima serie. Nei dieci anni successivi il RoPS ha alternato campionati in Veikkausliiga a campionati in Ykkönen. Il 2011 fu l'anno più buio per il RoPS perché fu coinvolto in uno scandalo di partite truccate: nella primavera del 2011 fu avviata una larga indagine che portò all'arresto del singaporeano Wilson Raj Perumal e di nove calciatori del RoPS, sospettati di aver manipolato 24 partite e di esser riusciti ad ottenere il risultato voluto in 11 di esse. Al termine dell'indagine Perumal fu condannato a due anni di reclusione e a restituire 150 000 euro guadagnati dagli illeciti, mentre le condanne ai calciatori implicati furono sospese.
Nella stagione 2013 riuscì a mantenere la categoria, chiudendo al penultimo posto, e conquistò la sua seconda Suomen Cup, sconfiggendo il finale il KuPS grazie a una doppietta di Aleksandr Kokko. Grazie a questa vittoria si qualificò alla UEFA Europa League 2014-2015, competizione dalla quale fu eliminata subito dai greci dell'Asteras Tripolīs. Nella stagione 2015 il RoPS ha raggiunto il suo miglior piazzamento in campionato, terminando al secondo posto dietro al SJK di un solo punto, e anche grazie alle reti di Aleksandr Kokko, capocannoniere del campionato con 17 reti realizzate.

## Palmarès

### Competizioni nazionali
- Suomen Cup: 2

1986, 2013
- Ykkönen: 2

2010, 2012
- Kakkonen: 1

1978

### Altri piazzamenti
- Campionato finlandese:

Secondo posto: 2015, 2018
Terzo posto: 1988, 1989
- Suomen Cup:

Finalista: 1962, 1993
Semifinalista: 1997
- Liigacup:

Finalista: 1996, 2015
- Ykkönen:

Secondo posto: 2007

## Statistiche

### Statistiche nelle competizioni UEFA
Tabella aggiornata alla fine della stagione 2019-2020.
| Competizione                  | Partecipazioni | G  | V | N | P | RF | RS |
| ----------------------------- | -------------- | -- | - | - | - | -- | -- |
| Coppa delle Coppe             | 1              | 6  | 2 | 2 | 2 | 3  | 5  |
| Coppa UEFA/UEFA Europa League | 5              | 12 | 2 | 5 | 7 | 11 | 24 |

## Organico

### Rosa 2019
Rosa aggiornata all'11 settembre 2019.
| N. |                      | Ruolo | Calciatore               |
| -- | -------------------- | ----- | ------------------------ |
| 2  | Finlandia (bandiera) | D     | Henrik Ölander           |
| 3  | Nigeria (bandiera)   | D     | Taye Taiwo               |
| 4  | Spagna (bandiera)    | C     | Jagoba Beobide           |
| 5  | Finlandia (bandiera) | D     | Kalle Katz               |
| 6  | Finlandia (bandiera) | D     | Atte Sihvonen            |
| 7  | Finlandia (bandiera) | A     | Youness Rahimi           |
| 8  | Spagna (bandiera)    | C     | Sergio Llamas            |
| 10 | Finlandia (bandiera) | C     | Lucas Lingman            |
| 11 | Finlandia (bandiera) | A     | Aleksandr Kokko          |
| 12 | Finlandia (bandiera) | P     | Mikko Rantala            |
| 14 | Finlandia (bandiera) | C     | Eetu Muinonen            |
| 15 | Finlandia (bandiera) | C     | Kevin Kouassivi-Benissan |
| 17 | Finlandia (bandiera) | A     | Sampo Ala                |
| 18 | Finlandia (bandiera) | C     | Veka Pyyny               |

| N. |                        | Ruolo | Calciatore        |
| -- | ---------------------- | ----- | ----------------- |
| 19 | Finlandia (bandiera)   | C     | Tuomas Kaukua     |
| 20 | Finlandia (bandiera)   | D     | Juho Hyvärinen    |
| 21 | Finlandia (bandiera)   | A     | Matias Tamminen   |
| 22 | Finlandia (bandiera)   | C     | Rasmus Degerman   |
| 23 | Finlandia (bandiera)   | A     | Niklas Jokelainen |
| 24 | Finlandia (bandiera)   | C     | Tommi Jäntti      |
| 25 | Spagna (bandiera)      | P     | Antonio Reguero   |
| 26 | Finlandia (bandiera)   | D     | Eerik Kantola     |
| 29 | Finlandia (bandiera)   | A     | Santeri Haarala   |
| 33 | Brasile (bandiera)     | C     | Agnaldo           |
| 34 | Paesi Bassi (bandiera) | C     | Tarik Kada        |
| 35 | Finlandia (bandiera)   | P     | Juhani Kangas     |
| 88 | Francia (bandiera)     | D     | Mohamadou Sissoko |

### Rosa delle stagioni precedenti
- 2013